# Слатвина
Слатвина (слч. Slatvina) насељено је мјесто са административним статусом сеоске општине (слч. obec) у округу Спишка Нова Вес, у Кошичком крају, Словачка Република.

## Становништво
| Година:    | 1994. | 2004.    | 2014.   | 2024.   |
| ---------- | ----- | -------- | ------- | ------- |
| Број људи: | 253   | 306      | 322     | 307     |
| Разлика:   |       | +20,94 % | +5,22 % | -4,65 % |

| Година:    | 2023. | 2024.   |
| ---------- | ----- | ------- |
| Број људи: | 303   | 307     |
| Разлика:   |       | +1,32 % |

Према подацима о броју становника из 2011. године насеље је имало 329 становника.